# Azoli
Gli azoli sono composti eterociclici a cinque atomi contenenti azoto. Sono composti aromatici se hanno almeno due doppi legami. Per riduzione di un singolo o entrambi i doppi legami, si ottengono successivamente le azoline e le azolidine (pirrolo → pirrolina → pirrolidina).
In base al numero di doppi legami C-C, C-N, N-N, C-O, C-S, O-N, S-N, ecc. (minimo 2) ed alla loro posizione nell'anello di cinque atomi, gli azoli possono comportarsi come composti aromatici, con elettroni delocalizzati sull'intero anello (mesomeria).
I principali azoli sono:
- con 1 atomo di azoto
  -  pirrolo
- con 2 atomi di azoto
  -  pirazolo
  -  imidazolo
- con 3 atomi di azoto
  -  1,2,3-triazolo
  -  1,2,4-triazolo
- con 4 atomi di azoto
  -  tetrazolo
- con 1 atomo di azoto e 1 di ossigeno
  -  ossazolo
  -  isossazolo
- con 1 atomo di azoto e 1 di zolfo
  -  tiazolo
  -  isotiazolo